# Tales of Zestiria
Tales of Zestiria és un videojoc de RPG japonès produït per Namco Bandai Games. El joc de vídeo va ser llançat amb motiu de la celebració dels 20 anys de la franquícia Tals of sent est el quinzè joc de la sèrie principal, el joc està disponible per a les consoles PlayStation 3, PlayStation 4 i a més és el primer lliurament a la plataforma de PC de la mà de Steam. El joc s'ha convertit a més en el primer títol a ser anunciat a nivell mundial, confirmant-se la seva sortida al mercat europeu el dia 16 d'octubre de 2015 per a les versions de PlayStation 3, PlayStation 4 i el dia 20 d'Octubre per a la versió de Steam.
Com en els dos anteriors jocs, les seqüències d'animació van estar a càrrec de l'estudi d'animació Ufotable. Així mateix, el disseny de personatges va ser a càrrec de quatre dels col·laboradors principals de la franquícia, sent així, Mutsumi Inomata, Kosuke Fujishima, Daigo Okumura i Minoru Iwamoto seran els encarregats de dissenyar als personatges del videojoc. La música del mateix, va ser a càrrec de Motoi Sakuraba, conegut per les seves col·laboracions amb la sèrie.

## Desenvolupament
Tales of Zestiria va ser registrat al Japó, Europa i Amèrica entre agost i setembre de 2013. Namco a més va llançar un lloc web que a manera d'una campanya d'intriga iniciava la publicitat relativa al joc. Publicitat que conclogués finalment en un Stream emès en Nico Nico Douga el 12 de desembre de 2013. El joc va ser anunciat en aquest Stream i al mateix temps, es va anunciar la seva localització a Amèrica i Europa les quals sortiran al mateix temps que l'edició original japonesa del joc.

## Argument
En el continent perdut de Greenwood, les emocions negatives van provocar l'aparició d'unes criatures sobrenaturals cridades Hyoma. S'alimenten de l'energia negativa dels humans per reproduir-se, i això es converteix en un perill potencial. Una raça anomenada Tenzoku (família del cel) és cridada pels humans i s'imposa sobre els Hyoma. Els integrants de la raça Tenzoku són éssers especials que solament poden ser vists per humans amb suficient potencial espiritual. Els humans que interactuen amb els Tenzoku són anomenats Pastors, temuts i respectats pel seu increïble poder. Aquesta és la història de Sorey, un jove humà criat entre tenzoku, que després de la seva trobada amb la princesa Alisha, busca convertir-se en el nou pastor i portar una era en la qual els humans i els Tenzoku puguin coexisistir